# Bryson, Québec
Bryson är en kommun i provinsen Québec i Kanada. Den ligger i regionen Outaouais, i den sydöstra delen av landet, 80 km väster om huvudstaden Ottawa.
Kommunen är officiellt tvåspråkig (franska och engelska), med 59 % engelsktalande och 46 % fransktalande (modersmålstalare) vid folkräkningen 2021.